# Kashmiria
Kashmiria je monotipski biljni rod iz porodice Plantaginaceae čija je jedina vrsta K. himalaica, rijetka višegodišnja zeljasta biljka sa zapadne Himalaje., endem iz Uttarakhanda, i možda zapadnog Nepala.

## Sinonimi
- Falconeria Hook.fil.
- Falconeria himalaica Hook.f., bazionim
- Wulfenia himalaica (Hook.f.) Pennell